# Robert (krater księżycowy)
Robert – krater na powierzchni Księżyca leżący na granicy Mare Serenitatis i Tranquillitatis, na północny wschód od kraterów: Dawes i Fabrioni.

## Nazwa
Nazwa krateru pochodzi od imienia Robert.
Pochodzi ona z arkusza 42C3/S2 opublikowanego przez agencje NASA na którym nieoficjalnie tak go podpisano. Międzynarodowa Unia Astronomiczna zaakceptowała ją w 1976 roku.